# Aviemore
Aviemore (in gaelico An Aghaidh Mhòr) è una città di 2.397 abitanti (censimento del 2001), ora 2.440, ed un sito turistico ubicato nella regione del Cairngorms National Park nelle Highlands della Scozia. Prima del 1890 era una enclave della contea di Moray e dal 1890 al 1975 appartenne alla contea dell'Inverness-shire.
La città è un rinomato centro sciistico e di altri sport invernali, e per le passeggiate sulle montagne Cairngorm.

## Ubicazione
Aviemore si trova sulla strada B9152 fra Inverness e Perth. La Aviemore railway station si trova sulla Highland Main Line ed Aviemore è anche il capolinea sud della Strathspey Railway, un'antica linea ferroviaria oggi estesa a Grantown-on-Spey.

## Sci
Aviemore è stato uno dei primi centri sciistici di Scozia, prima che venisse aperto Chairlift nel 1960.